# Basanti (film)
Pour les articles homonymes, voir Basanti (homonymie).
Pour plus de détails, voir Fiche technique et Distribution.
Basanti (en népalais : बसन्ती, littéralement : Printemps) est un film musical romantique népalais réalisé par Neer Shah, basé sur un roman du même nom écrit par l'un des romanciers népalais les plus éminents, Diamond Shumsher Rana et sorti en 2000.

## Distribution
- Karisma Mahandhar : Basanti
- Rajesh Hamal (en) : Gagan Singh
- Gauri Malla (en) : Queen
- Pawan Mainali : Damber Bahadur
- Ashok Sharma
- Divya Dutta : Malaki